# Salesiánské chaloupky
Chaloupky byl původně krycí název, který se ujal, pro křesťanská soustředění mládeže organizované salesiány během letních prázdnin v období normalizace a dále po sametové revoluci.

## Souvislosti
Don Bosco, zakladatel salesiánů, zaměřil své pozemské dílo především na práci s dospívajícími chlapci, většinou z chudých poměrů. I první čeští salesiáni přišli do Československa z Itálie pod vedením Ignáce Stuchlého v roce 1927. V roce 1935 byli salesiáni pozváni do Prahy, kde se organizačního díla chopil Štěpán Trochta, po válce jmenovaný biskupem litoměřickým. Po komunistickém převratu byl rozvoj řádu zastaven a aktivity přešly do ilegality. Nové energie se salesiánskému hnutí dostalo během Pražského jara 1968. Tehdy vznikla i idea pastoračních táborů pro mládež na venkově. František Míša si uvědomoval, že v salesiánském hnutí byla kvůli represím v 50. letech přerušena generační obměna a že je potřeba pracovat s mládeží. Hledal tak vhodné salesiánské bratry, kteří by uspořádali obdobu letních táborů.

## Chaloupky

### Začátek hnutí (1968–1973)
První prázdninový pobyt pro mládež proběhl pro vedením Jaroslava Lanka v létě 1968 v Podolánkách nedaleko Ostravice u tehdy nově budované přehradní nádrže ̥Šance. Od roku 1970 se novou, již tajenou destinací stala fara v Českých Petrovicích u Klášterce nad Orlicí.

### Rozkvět v ilegalitě (1974–1989)
Pod pojmem chaloupky vstoupily pobyty mládeže do povědomí zainteresovaných lidí v polovině 70. let 20. století. V roce 1974 uspořádal první prázdninový pobyt pro své ministranty kaplan z Mariánských Lázní Karel Herbst. František Míše vyslal na pobyt několik hochů z Čech, kteří měli zájem o salesiánský tábor. Herbst se seznámil se salesiánskou myšlenkou a připravoval se ke složení řeholních slibů. Ješt̟ě v tomtéž roce se stal kaplanem na Svaté hoře u Příbrami, ale hned v lednu 1975 mu odňat státní souhlas k duchovní činnosti. V letech 1976 a 1977 uspořádal vždy po dvou chaloupkách a v roce 1978 dokonce tři.
K organizaci se jako vedoucí přidali i další salesiáni i dobrovolníci ze starších frekventantů chaloupek. A tak bylo možné uspokojit zvyšující se zájem a v roce 1979 se konalo 8 a v roce 1980 dokonce 14 chaloupek. Hlavním organizátorem byl stále Karel Herbst, který vymýšlel i duchovní katechetickou náplň, tzv. témátka. Přes velký počet chaloupek se snažil každé být osobně účasten. V roce 1981 se konalo 18 chaloupek, ale jedna z nich – na faře v Prostiboři – byla odhalena státní bezpečností. Přesto se v následujícím roce konalo 39 chaloupek – a to i díky opatření, že byl určen maximální počet účastníků 12. Všechny se podařilo utajit a i v následujících letech počet narůstal (1983–1986 52, 55, 62 a 64 chaloupek). Aby byla při takovém počtu zachována jednotná náplň, se začaly organizovat i setkání asistentů.
Od roku 1986 přešla hlavní organizace na Pavla Kadlečíka, zaměstnance Metrostavu, který byl tajně přijat do řádu a vysvěcen na jáhna a později na kněze. V letech 1987– 1989 proběhlo 62, 72 a 83 chaloupek. Před listopadovou revolucí tak bylo do díla zapojeno cca 1300 chlapců a 300 asistentů.

### Po roce 1989
Po Sametové revoluci došlo k decentralizaci organizování chaloupek, nejprve na severní a jižní Moravu a ̥Čechy, poté na jednotlivé kluby Salesiánského hnutí mládeže, založeného v roce 1991.